# NGC 1521
NGC 1521 je galaksija u zviježđu Eridanu.

## Vanjske poveznice
- SEDS: NGC 1521